# Paphora
Paphora is een kevergeslacht uit de familie van de boktorren (Cerambycidae). De wetenschappelijke naam van het geslacht werd voor het eerst geldig gepubliceerd in 1866 door Pascoe.

## Soorten
Paphora omvat de volgende soorten:
- Paphora miles Blackburn, 1906
- Paphora modesta (Pascoe, 1864)
- Paphora pulchra Blackburn, 1906
- Paphora robustior Blackburn, 1894